# オラはにんきもの
「オラはにんきもの」は、『クレヨンしんちゃん』の主人公・のはらしんのすけ（声：矢島晶子）の1作目のシングル。

## 概要
テレビアニメ『クレヨンしんちゃん』の3代目オープニングテーマ（1993年7月12日から1995年9月25日放送分まで）。
発売当時のクレヨンしんちゃん人気を背景に、発売元のワーナーミュージック・ジャパンの発表によると1993年9月時点で出荷枚数が50万枚を超え、声優が歌うアニメキャラクター名義のシングルとして史上初のオリコンのベストテン入りを果たすなど、『クレヨンしんちゃん』の主題歌としては一番のヒットとなった。そのためか、バラエティ番組などで同作品に関することが取り上げられると、多くの場合この曲が流れる。また、このアニメで初めてのキャラクターソングである。
そのため、『クレヨンしんちゃん』の多数のCDアルバムに収録され、『クレヨンしんちゃん2』にはニューリミックスバージョンが収録されている。1999年6月25日放送「家族そろってのどじまんだゾ」ではエンディングで野原一家全員によるコーラスが流れたが、2023年現在CDには収録されていない。
映画のオープニングとしては『アクション仮面VSハイグレ魔王』『ブリブリ王国の秘宝』『雲黒斎の野望』『嵐を呼ぶ!夕陽のカスカベボーイズ』に使われており、特に『夕陽のカスカベボーイズ』では『雲黒斎の野望』から9年ぶりに再び使われている。『嵐を呼ぶ モーレツ!オトナ帝国の逆襲』ではこばやしさちこと歌う『オラたちはにんきもの』が主題歌に使用される予定だったが中止された。この曲は同作主題歌『元気でいてね』のCDのカップリングに収録されている。
また、音楽ゲーム『pop'n music 12 いろは』（コナミ）にこの曲が収録された。アーティスト名義は「のはらしんのすけ」で、矢島晶子本人が歌っているほか、みさえのセリフもしんのすけが担当している。現行バージョンでは削除されている。
1999年発売のプレイステーションゲーム「モンスターファーム2」で本作のシングルCDを読み込むとしんのすけの飼い犬と同じ名前の「シロ」というレアな種類のモンスターを生み出すことができる。
しんのすけは1993年の第44回NHK紅白歌合戦に特別ゲストとして出場し、本曲を歌った。
2009年6月12日放送「結婚式でノリノリだゾ」で、しんのすけが歌う形で久しぶりに流された。ただし音源は1993年度版のものであるため、現在のしんのすけの声とは多少ギャップがあった。その回は最初の一部は風間トオルがフルートを演奏していたが、途中でしんのすけが乱入して歌う形となった。
『クレヨンしんちゃん外伝 エイリアン vs. しんのすけ』を始めとする一連の外伝Webアニメシリーズに、エンディングテーマとして前山田健一によるリアレンジバージョン「オラはにんきもの 25thMIX」として復活した。ボーカルは元音源から引き抜いたものを使用している。また、テレビアニメ版でも2017年8月4日から9月15日までオープニングとして起用された。このバージョンはシングルCD化はされておらず、音楽配信で発売されている。
2018年10月1日から、東武伊勢崎線（東武スカイツリーライン）・東武野田線（東武アーバンパークライン）春日部駅で発車メロディとして使用されている。
2019年7月26日には「オラはにんきもの 2019MIX」が配信された。このバージョンでは2018年7月6日放送分よりしんのすけ役を引き継いだ小林由美子が歌唱を担当し、アレンジは「オラはにんきもの 25thMIX」と同様に前山田健一が担当している。
2021年5月に『お願い!ランキング』にて行われた好きな歴代クレヨンしんちゃんの主題歌をファンが投票する企画「みんなのアニソンベスト15 クレヨンしんちゃん編」にて1位を獲得した。

## 吹き替え
世界各国でも、一部の国を除き、ほとんどで現地語での吹き替え版が流れている（ただしアメリカ合衆国ではイントロのみ）。世界においてもロックミュージシャンがカバーしたりするなどアニメソングの枠を超えた人気曲となっている。

## 収録曲
1. オラはにんきもの
作詞：里乃塚玲央／作曲：小杉保夫／編曲：加藤みちあき／歌：のはらしんのすけ（声：矢島晶子）/ セリフ：のはらみさえ（声：ならはしみき）
2. かーちゃんのまじめな子守唄
作詞：加藤茂一／作曲：河井英里／編曲：林有三／歌：のはらみさえ（声：ならはしみき）
3. オラはにんきもの（カラオケ）
4. かーちゃんのまじめな子守唄（カラオケ）

## カバー
オラはにんきもの
- コロムビア・オーケストラ（1994年4月1日発売『'94アニメ・ヒット・マーチ』に収録）
- マイケル・G（1997年4月21日発売『ハッピー・チャイルド!〜英語でうたおう　こどものうた　みんなのうた〜』に収録。英訳詞。曲名は「Orawa Ninkimono」）
- アニメタル（「For The Bravehearts Only!」の一節として）
- Starving Trancer feat.xue（2009年7月15日発売『EXIT TRANCE PRESENTS KIDS TRANCE LAND 2』に収録）
- こぶしファクトリー（2016年7月27日に発売されたマルチA面シングル「サンバ!こぶしジャネイロ/バッチ来い青春!/オラはにんきもの」に収録）[6]